# Tetronska kiselina
Tetronska kiselina je hemijsko jedinjenje koje se klasifikuje kao γ-lakton i ima molekularnu formulu C4H4O3.
Ona se interkonvertuje između keto i enol tautomera:
Mnogi prirodni proizvodi kao što je askorbinska kiselina (vitamin C), penicilinska kiselina, pulvinske kiseline, i abisomicini poseduju β-keto-γ-butirolaktonski motiv tetronske kiseline.
U organskoj sintezi, ona se koristi kao prekurzor za druge substituisane i kondenzovane furane i butenolida. Ona isto tako formira strukturnu osnovu klase pesticida, poznate kao tetronsko kiselinski insekticidi, koja obuhvata spirodiklofen i spiromesifen.